# Sevilla Atlético
Sevilla Atlético Club (tidigare Sevilla FC B) är en spansk fotbollsklubb från Sevilla, Andalusien. De spelar i Segunda División och är Sevilla FC:s reservlag.
Klubben grundades 1958 och blev snabbt ett lag att räkna med i Tercera División, den fjärde högsta ligan inom spansk fotboll. De vann ligan 1960/1961 och 1961/1962. Säsongen 1962/1963 spelade de i Segunda División. På 1970-talet flyttades klubben ner under tredjedivisionen och fick spela regionalt. De återvände dock till Tercera 1976.
Sedan dess har klubben spelat tidvis i Tercera, som de vann fem gånger på 80-talet, och i Segunda B. Säsongen 2007/2008 återvände klubben till andradivisionen, som numera heter Liga BBVA. De spelar sina hemmamatcher på Ciudad Deportiva José Ramón Cisneros Palacios med en publikkapacitet på 7000 personer. Eftersom reservlagen i Spanien inte är tillåtna att spela i samma division som sina seniorlag kan laget inte flyttas upp till La Liga, där Sevilla FC för närvarande spelar. Reservlag får inte heller delta i Copa del Rey.

## Historia
- 2 säsonger i Segunda División (Liga BBVA)
- 21 säsonger i Segunda División B
- 22 säsonger i Tercera División
- 3 säsonger i Divisiones Regionales

### Kända spelare
| - Lauren - Jesús Galván Carrillo - José Antonio Reyes - Diego Capel - Teemu Pukki | - Antonio Puerta - Sergio Ramos - Jesús Navas - Antonio Barragán - Diego Perotti |